# Lidl Sverige

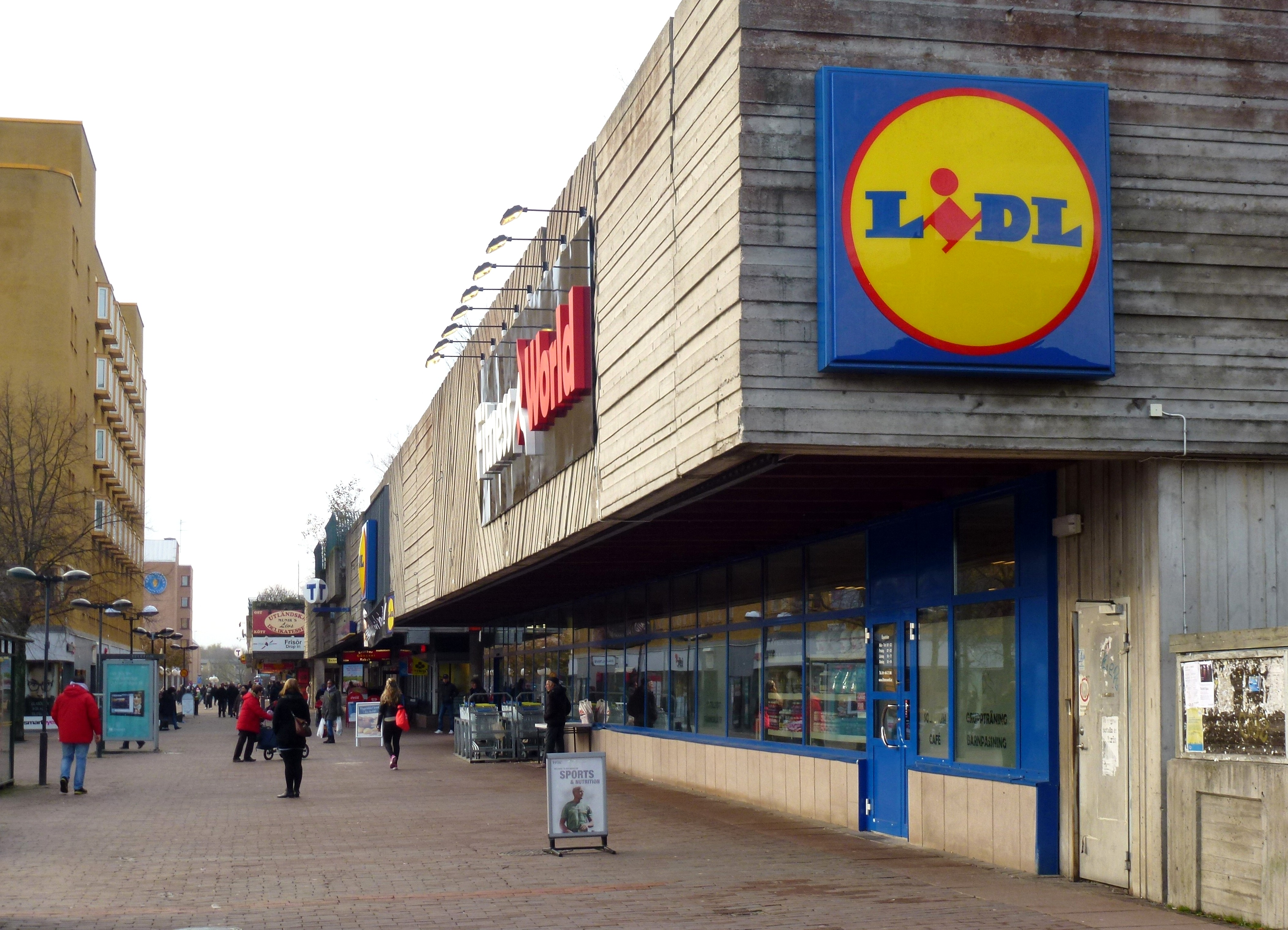
Lidl i Skärholmen 2012.

Lidl Sverige är den tyska dagligvarukedjan Lidls verksamhet i Sverige. Lidl öppnade sina första butiker i Sverige i september 2003. År 2023 fanns 205 stycken. Huvudkontoret ligger i Barkarbystaden i Järfälla.

## Historik

### Innan lansering
Lidls etablering föregicks av ett visst hemlighetsmakeri. Lidl Sverige Kommanditbolag registrerades år 2000. Sommaren 2000 etablerades ett huvudkontor i Malmö. Senare[när?] hamnade huvudkontoret i Solna. I april 2001 köptes mark för en distributionscentral på Kistinge industriområde i Halmstad. Under 2001 och 2002 förekom flera rapporter om att Lidl köpte mark på olika orter. I oktober 2002 planerades ett andra lager på Svista i Eskilstuna.
I början av september 2003, några veckor innan de första butikerna skulle öppna, ville företaget ännu inte bekräfta den officiella invigningen av dessa. Först den 18 september 2003 skickades ett pressmeddelande ut om vilka butiker som skulle öppna först och när.

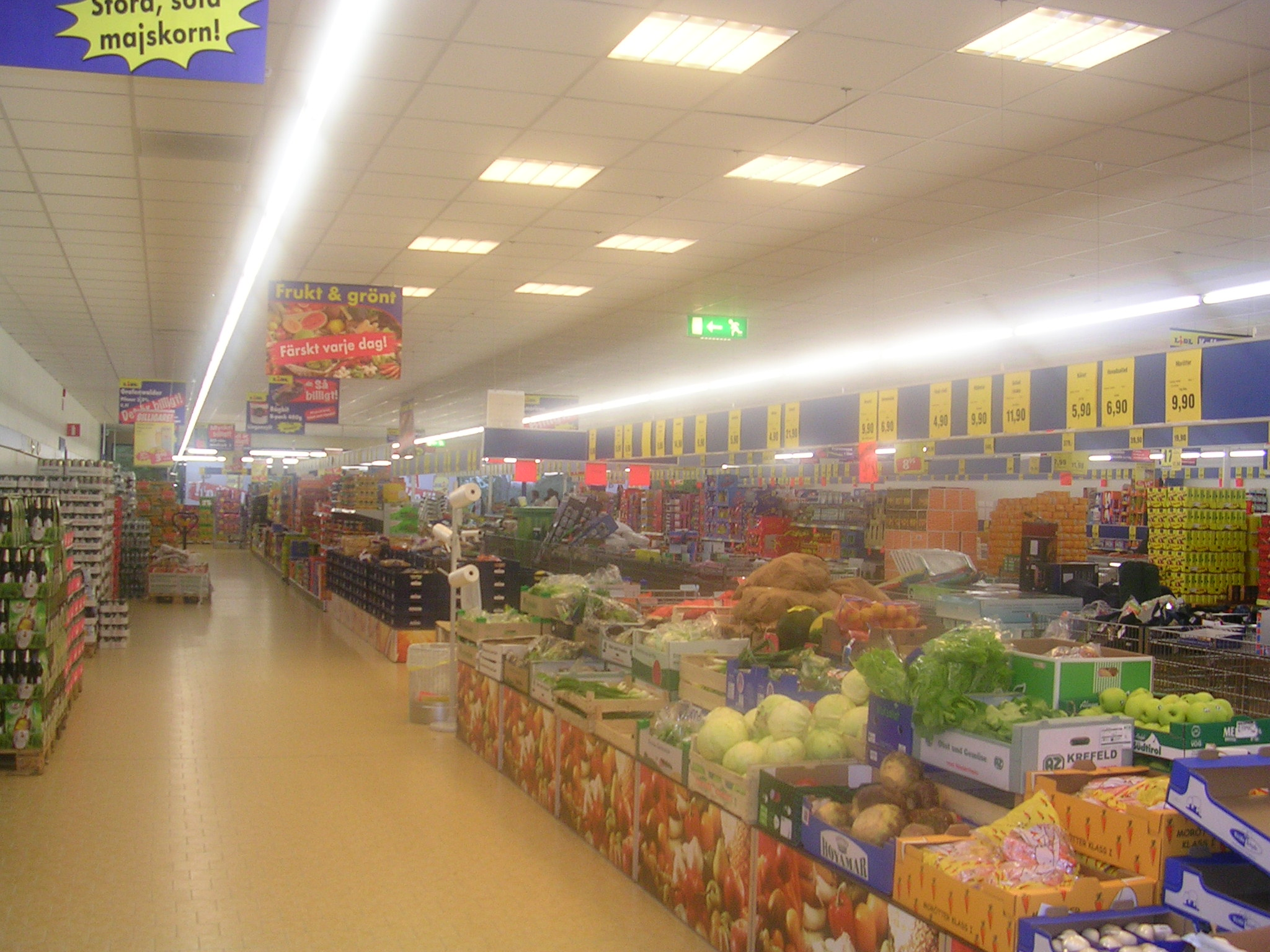
Lidl i Lomma 2005.

### De första butikerna öppnar
Lidls första butiker i Sverige öppnade den 25 september 2003. De var vid starten elva till antalet och låg i Bromölla, Bålsta, Enköping, Hallsberg, Kristinehamn, Köping, Löddeköpinge, Skara, Skene, Skövde och Åstorp.
Lidl var föremål för många sorters kritik under dess första tid i Sverige. Bland annat uppmärksammades kedjan för att den sålde mjölk importerad från Tyskland. Från fackligt håll framfördes oro sedan fackförbund i andra länder menat att företaget var fackföreningsfientligt. I Sverige hade man dock kollektivavtal från starten. Handelsanställdas förbund riktade dock kritik mot arbetsförhållanden och schemaläggning, bland annat för överutnyttjande av deltider. Lidls anställningskontrakt innehöll vidare en klausul om att den anställde skulle vara redo att acceptera övertid när som helst. Svenska Naturskyddsföreningen kritiserade kedjan eftersom de menade att de helt saknade miljömärkta varor. Även Sveriges Konsumentråd var kritiskt mot det begränsade utbudet och bristen på miljömärkta varor. I Hallstahammar samlades närmare 2500 namnunderskrifter in mot Lidls etablering i orten.
Lidls koncept byggde på att i hög grad sälja varor som egna märkesvaror (EMV) och inte använda fabrikörernas namn. Många svenska producenter som Arla, Scan och Pågen hade dock tackat nej till detta. Bageri Skogaholms ägare Cerealia fanns dock med från starten som EMV-producent för Lidl.

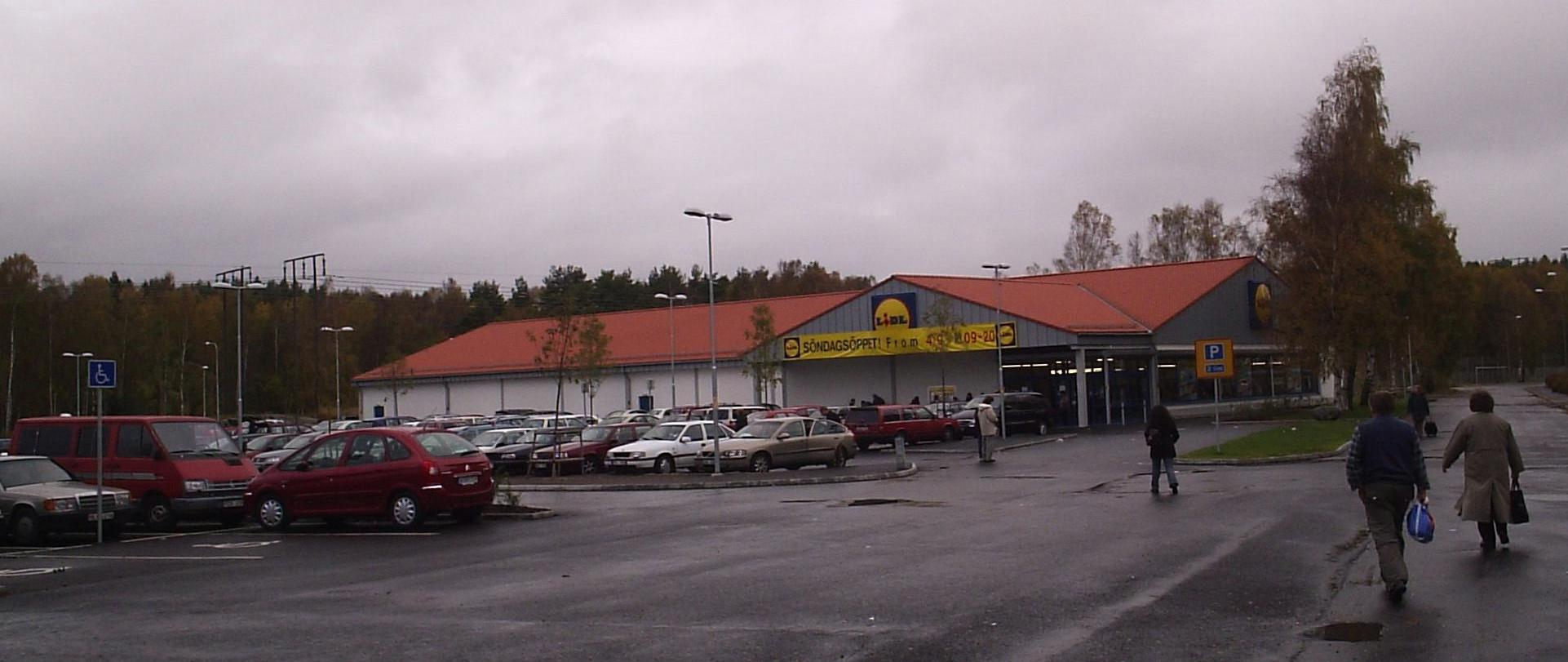
Lidl i Bergsjön 2005.

### Försvenskning och expansion
När Lidl först etablerade sig höll man butikerna stängda på söndagar. Under 2005 började man med söndagsöppet i vissa butiker och från september 2005 blev det standard i alla Lidls svenska butiker.
Mot slutet av år 2005 öppnade Lidl sin hundrade butik. Den 7 december 2006 etablerade sig Lidl i Stockholms innerstad när butik nummer 116 öppnade på Sveavägen.
Med tiden introducerades fler varor med svenskt ursprung i butikerna. I maj 2005 började Lidl sälja svenskt kött från Swedish Meats. I januari 2006 började man sälja mjölk från Arla.
Under Lidls första tid i Sverige hade man som policy att inte tala med massmedier och var således sparsamma med presskommentarer. I början av 2010 berättade svenska Lidl att man skulle bli öppnare som företag.

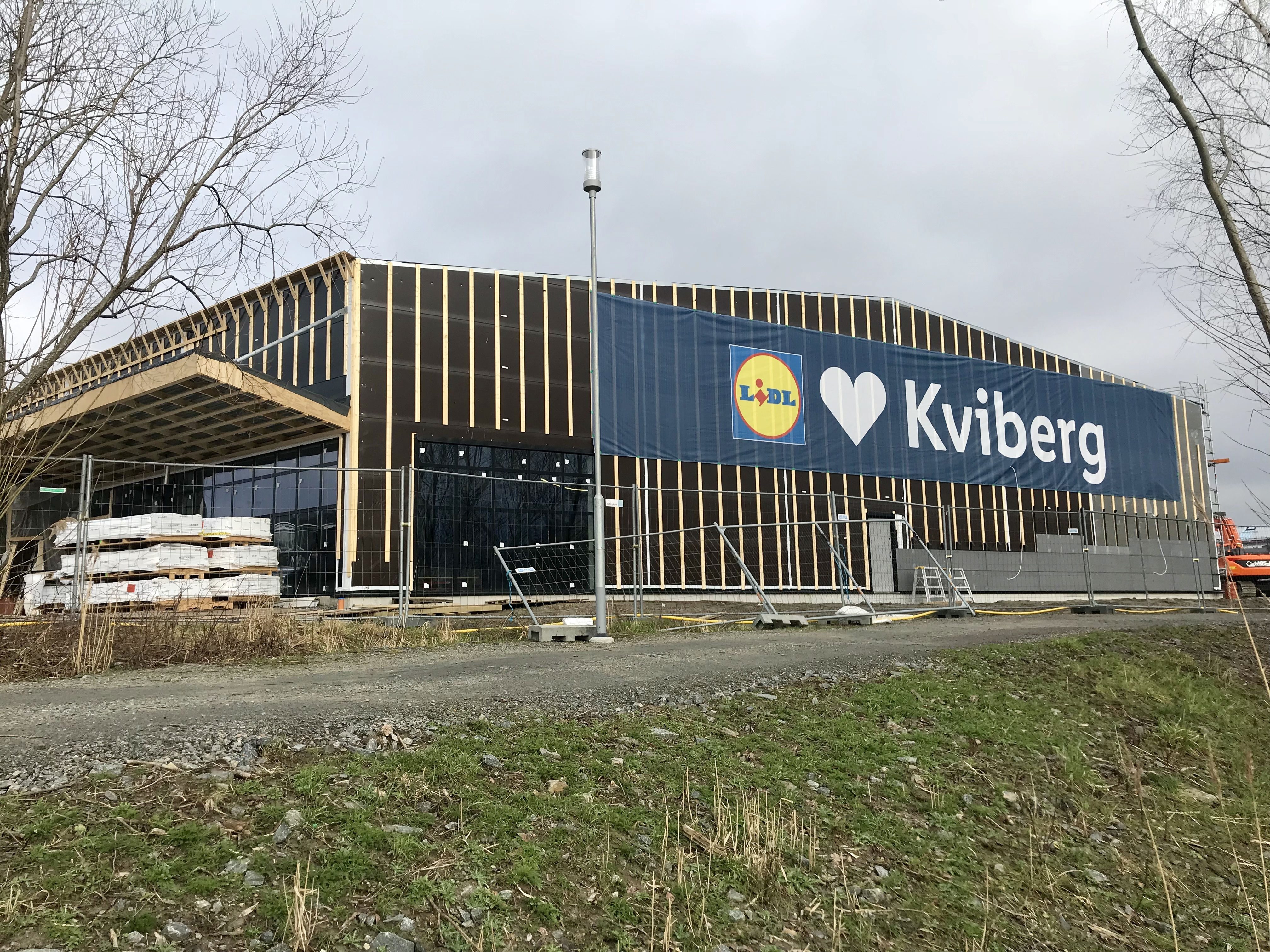
Lidl i Kviberg under uppbyggnad 2020.

### Vidare historik
I början av år 2010 hade Lidl 150 butiker i Sverige. Vid det laget hade man dock redan börjat minska på expansionstakten. I november 2020 öppnade butik nummer 200 i Sigtuna.
Lagret i Eskilstuna såldes 2011 eftersom det skulle ersättas med ett nytt i Rosersberg. Hösten 2019 togs Lidls tredje lager i Örebro i drift.
I oktober 2020 lanserades Lidls appbaserade kundklubb Lidl Plus i Sverige. Lidl Plus hade då redan lanserats i flera andra länder, exempelvis i Österrike 2018.
År 2021 uppskattades Lidls försäljning utgöra 5,7 procent av den svenska dagligvarumarknaden. Företaget hade dock ännu inte gått med vinst i Sverige sedan starten. År 2022 ökade omsättningen ytterligare och förlusten minskade från 132 till 19 miljoner.
I maj 2023 presenterade Lidl det nya varumärket Matriket för mat från Sverige.

## Reklam
Sommaren 2005 sände Lidl TV-reklam för första gången. Mot slutet av 2006 började Lidl sända en mer varumärkesbyggande reklamkampanj med en överklassfamilj i huvudrollen. Fler reklamfilmer med överklassfamiljen sändes under 2007 och 2008, bland annat en där "von Lidl" är svaret på fråga om vem slaktaren är. Dessa filmer producerades av produktionsbolaget Palladium.
Våren 2010 började Lidl för första gången samarbeta med en svensk reklambyrå, nämligen Grey. De första filmerna, regisserade av Måns Herngren med Sebastian Ylvenius i huvudrollen började sändas i mars 2010. Grey uppgick året därpå i Ingo. Under 2013 gjordes en belönad kampanj runt lyxrestaurangen Dill på Södermalm i Stockholm som serverade Lidl-mat utan Lidl som avsändare.
Lidl fortsatte samarbetet med Ingo fram till 2017 när man bytte byrå till Volt. Volt utvecklade ett nytt reklamkoncept med "Allt annat är olidligt" som tagline, vilket lanserades i maj 2018.
Under 2021 bytte Lidl reklambyrå till Garbergs. Garbergs utvecklade reklamidén "Sån är Lidl", baserat på Anita Lindbloms låt Sånt är livet, fast med ny text avsedd att framhålla Lidls kvaliteter. Denna lanserades i april 2022.

## Chefer
Chef för Lidl i Sverige har varit:
- René Lindholm, 2000–2005
- Per Westling, 2005–2006
- Veit Weiland, 2006
- Mathias Kivikoski, 2006–2009[44]
- Veit Weiland, 2009
- Werner Evertsen, 2009–2013
- Conor Boyle, 2013[45]–2016
- Johannes Fieber, 2016[46]–2018
- Johan Augustsson, 2018[47]–2022
- Jakob Josefsson, 2022[48]–